# Campeonato Paraense de Futebol de 1969
O Campeonato Paraense de Futebol de 1969 foi a 57.ª edição da principal divisão do futebol do Pará. Organizada pela Federação Paraense de Desportos, a competição contou com a participação de seis clubes. O Paysandu sagrou-se campeão, conquistando seu 26º título estadual, enquanto o Remo ficou com o vice-campeonato. Bené e Wílson, ambos do Paysandu, foram os maiores goleadores do certame, com 13 gols marcados.

## Participantes
| Equipe      | Cidade | Títulos (mais recente) | Part. |
| ----------- | ------ | ---------------------- | ----- |
| Combatentes | Belém  | 0 (não possui)         | 19    |
| Júlio César | Belém  | 0 (não possui)         | 22    |
| Paysandu    | Belém  | 25 (1967)              | 53    |
| Remo        | Belém  | 22 (1968)              | 53    |
| Sacramenta  | Belém  | 0 (não possui)         | 4     |
| Sport Belém | Belém  | 0 (não possui)         | 2     |
| Tuna Luso   | Belém  | 7 (1958)               | 35    |

## Premiação
| Campeonato Paraense de 1969   |
| Belém                         |
| ----------------------------- |
| Paysandu Campeão (26º título) |